# Dora Milaje
Dora Milaje é uma força militar fictícia que aparece em quadrinhos americanos publicados pela Marvel Comics. Elas são uma equipe de mulheres que servem como forças especiais para a nação africana fictícia de Wakanda.
As integrantes da Dora Milaje aparecem nos filmes do Universo Cinematográfico Marvel: Capitão América: Guerra Civil (2016), Pantera Negra (2018), Vingadores: Guerra Infinita (2018), Vingadores: Ultimato (2019) e Pantera Negra: Wakanda Para Sempre (2022), e nas séries do Disney+ Falcão e o Soldado Invernal e What If...? (ambas de 2021).
Histórico de Publicação
As Dora Milaje apareceram pela primeira vez em Black Panther, vol. 3 #1 (novembro de 1998), criadas pelo escritor Christopher Priest e pelo artista Mark Texeira. No entanto, Priest afirmou que o crédito por sua criação deveria realmente ir para os editores da Marvel Knights, Jimmy Palmiotti e Joe Quesada, “que acharam que seria ótimo se o Pantera tivesse guarda-costas femininas”. As Dora Milaje compartilham semelhanças com as Amazonas de Daomé (Ahosi), o regimento militar feminino do Reino de Daomé, localizado na África Ocidental, no que hoje é a República do Benim.
A série de 2017 World of Wakanda, escrita por Roxane Gay e Yona Harvey, conta a história do casal Ayo e Aneka, duas ex-integrantes da Dora Milaje.
Na minissérie limitada de 2018, Wakanda Forever, escrita por Nnedi Okorafor, as Dora Milaje atuam em equipes ao lado do Homem-Aranha, dos X-Men e dos Vingadores.

## Biografia fictícia das personagens
Para manter a paz em Wakanda, o Pantera Negra escolheu as Dora Milaje (“as adoradas”) de 18 tribos rivais para servir como sua guarda pessoal e esposas cerimoniais em treinamento.

## Integrantes
- Aneka – Uma ex-líder das Dora Milaje. Foi presa e destituída de seu posto após matar um chefe tribal que estava vitimizando mulheres em sua aldeia. Após escapar, tornou-se metade da dupla de vigilantes conhecida como Anjos da Meia-Noite.[12]
- Ayo – Amante de Aneka e outra ex-Dora Milaje.[10] Depois que Aneka foi presa e sentenciada à morte, Ayo a ajudou a fugir da prisão. Usando um par de armaduras protótipo, as duas se tornaram Anjos da Meia-Noite.[12]
- M’yra – Uma integrante da Dora Milaje que perdeu o braço direito. Foi realocada para proteger Shuri.[13]
- Nareema – Uma Dora Milaje que ajudou Tempestade a lutar contra os Doombots da Série V.
- Nakia – Uma mutante wakandana com força, velocidade e agilidade sobre-humanas. Foi uma ex-Dora Milaje de T’Challa.
- Okoye – Uma ex-Dora Milaje.[14] Okoye pertence à tribo J’Kuwali e atuava como acompanhante tradicional e apropriada para o rei, falando apenas com ele e somente em haúça, uma língua africana pouco falada em Wakanda, garantindo ao rei e suas esposas uma certa privacidade.
- Queen Divine Justice – A rainha de espírito independente da tribo Jabari de Wakanda, criada em Chicago, e ex-Dora Milaje de T’Challa.[15] Originalmente usava o nome Chanté Giovanni Brown, enquanto seu nome wakandano é Ce’Athauna Asira Davin.[16]
- Zola – A diretora da Dora Milaje que treinou Aneka, Ayo e Nakia.[17]

## Habilidades
As Dora Milaje são treinadas em diversas artes marciais africanas, como engolo, musangwe e luta com bastão Nguni, além de muay thai, silat, krav maga e outras.

## Em outras mídias

### Televisão
- As Dora Milaje apareceram em Black Panther, dubladas por Alfre Woodard e Vanessa Marshall.
- Okoye, Nakia e Divine Justice das Dora Milaje apareceram no episódio “Welcome to Wakanda” de The Avengers: Earth's Mightiest Heroes.
- As Dora Milaje apareceram em Avengers Assemble, com Aneka dublada por Erica Luttrell, enquanto outras integrantes sem nome foram dubladas por Daisy Lightfoot e Debra Wilson.
- Okoye aparece em Lego Marvel Super Heroes - Black Panther: Trouble in Wakanda, dublada por Yvette Nicole Brown.
- As Dora Milaje aparecem no episódio “Tolerance is Extinction – Part 3” de X-Men '97.

### Universo Cinematográfico Marvel
As Dora Milaje aparecem em produções live-action ambientadas no Universo Cinematográfico Marvel, embora nessas produções, Wakanda possua apenas cinco tribos.

### Jogos de videogame
- Uma integrante da Dora Milaje aparece em Lego Marvel’s Avengers.
- As Dora Milaje aparecem em Marvel Ultimate Alliance 3: The Black Order.
- Referências

1. ↑  DeFalco, Tom; Sanderson, Peter; Brevoort, Tom; Teitelbaum, Michael; Wallace, Daniel; Darling, Andrew; Forbeck, Matt; Cowsill, Alan; Bray, Adam (2019). The Marvel Encyclopedia. [S.l.]: DK Publishing. p. 115. ISBN 978-1-4654-7890-0
2. ↑  Johnston, Rich (October 6, 2018). «Priest Credits Joe Quesada and Jimmy Palmiotti For Dora Milaje - 20 Years of Marvel Knights at Cup O'Joe NYCC 2018». Bleeding Cool News And Rumors (em inglês). Consultado em April 30, 2022 Verifique data em: |acessodata=, |data= (ajuda)
3. ↑  Carter, Terry (February 24, 2018). «The Female Warriors Who Inspired Black Panther's Dora Milaje Are Freakin' Badass». Popsugar. Consultado em February 26, 2018. Cópia arquivada em February 27, 2018 Verifique data em: |acessodata=, |arquivodata=, |data= (ajuda)
4. ↑  Jones, Ellen E. (October 23, 2019). «Warrior Women With Lupita Nyong'o review – a kick-ass tale worthy of an Oscar». The Guardian Verifique data em: |data= (ajuda)
5. ↑  Coleman, Arica L. (February 22, 2018). «There's a True Story Behind Black Panther's Strong Women. Here's Why That Matters». Time. Consultado em November 12, 2022 Verifique data em: |acessodata=, |data= (ajuda)
6. ↑  Scott, Sydney (November 11, 2016). «Roxane Gay And Yona Harvey Didn't Hesitate To Take On The 'World Of Wakanda'». Essence. Consultado em February 6, 2017 Verifique data em: |acessodata=, |data= (ajuda)
7. ↑  Dockterman, Eliana (July 28, 2017). «Roxane Gay on How to Build a More Inclusive Comic Book Industry». Time Verifique data em: |data= (ajuda)
8. ↑  McMillan, Graeme (March 16, 2018). «'Wakanda Forever' Brings Dora Milaje to the Rest of the Marvel Universe». The Hollywood Reporter Verifique data em: |data= (ajuda)
9. ↑  Markus, Tucker Chet (March 16, 2018). «Fighting for Wakanda Forever». Marvel Entertainment Verifique data em: |data= (ajuda)
10. 1 2  Broadnax, Jamie (February 21, 2018). «Get to know the Dora Milaje, Black Panther's mighty women warriors». Vox.com Verifique data em: |data= (ajuda)
11. ↑  «Dora Milaje Members, Enemies, Powers | Marvel». www.marvel.com. Consultado em 8 de junho de 2025
12. 1 2  Black Panther vol. 6 #1. Marvel Comics.
13. ↑  Black Panther Vol. 5 #7. DC Comics.
14. ↑  Black Panther Vol. 3 #1. Marvel Comics.
15. ↑  Black Panther Vol.3 #16-17. Marvel Comics.
16. ↑  «Queen Divine Justice». Marvel Universe. June 23, 2006. Consultado em January 6, 2011 Verifique data em: |acessodata=, |data= (ajuda)
17. ↑  Black Panther: World of Wakanda #1. Marvel Comics.
18. ↑  Horne, Karama (2022). Black Panther: Protectors of Wakanda - A History and Training Manual of the Dora Milaje from the Marvel Universe. [S.l.]: Epic Ink
19. ↑  AdoroCinema (3 de fevereiro de 2021). «5 histórias que a série do Disney+ sobre Wakanda pode explorar». AdoroCinema. Consultado em 8 de junho de 2025